# Oxera crassifolia
Oxera crassifolia là một loài thực vật thuộc họ Verbenaceae. Đây là loài đặc hữu của New Caledonia.